# Burmafasan
Der Burmafasan oder Humefasan (Syrmaticus humiae) ist eine Hühnervogelart aus der Familie der Fasanenartigen. Sie kommt in zwei geografisch isolierten Unterarten vor. S. h. humiae bewohnt den äußersten Osten Indiens und den Westen Myanmars, S. h. burmanicus Teile der westlichen Volksrepublik China und das östliche Myanmar südwärts bis Thailand. Die Art lebt in offenem, subtropischen Waldland, das von Felsen und grasbestandenen Lichtungen durchmischt ist.
Mit dem Artepitheton ehrte der Erstbeschreiber Allan Octavian Hume seine Ehefrau Mary Ann Grindall Hume. Im Englischen heißt die Art daher oft „Mrs Hume’s Pheasant“. Auf einer Reise durch Manipur sah Hume die Schwanzfeder eines ihm unbekannten Hühnervogels am Kopfschmuck eines Trägers und ließ sich später von Einheimischen lebende Vögel fangen.

## Beschreibung

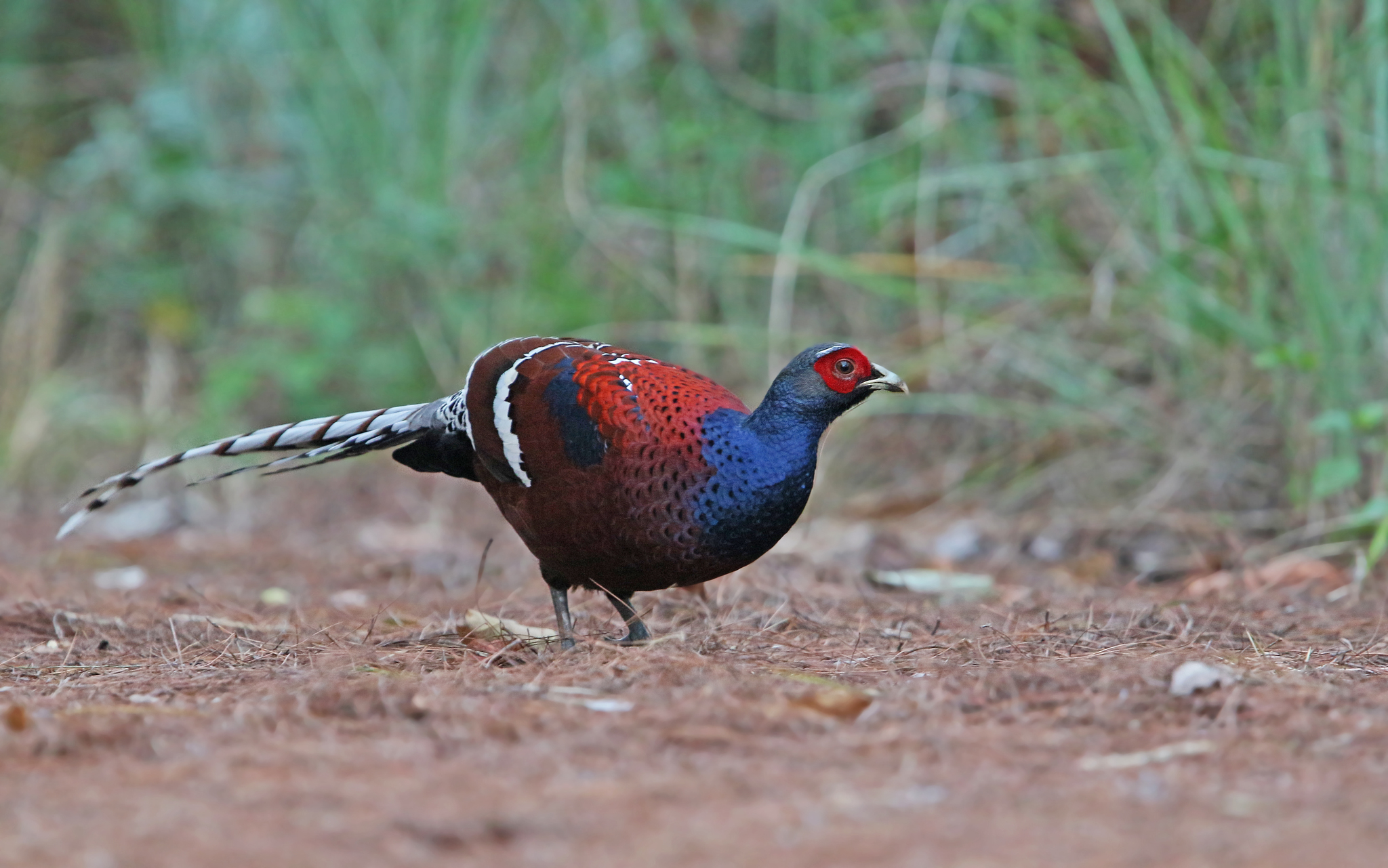
Männlicher Burmafasan

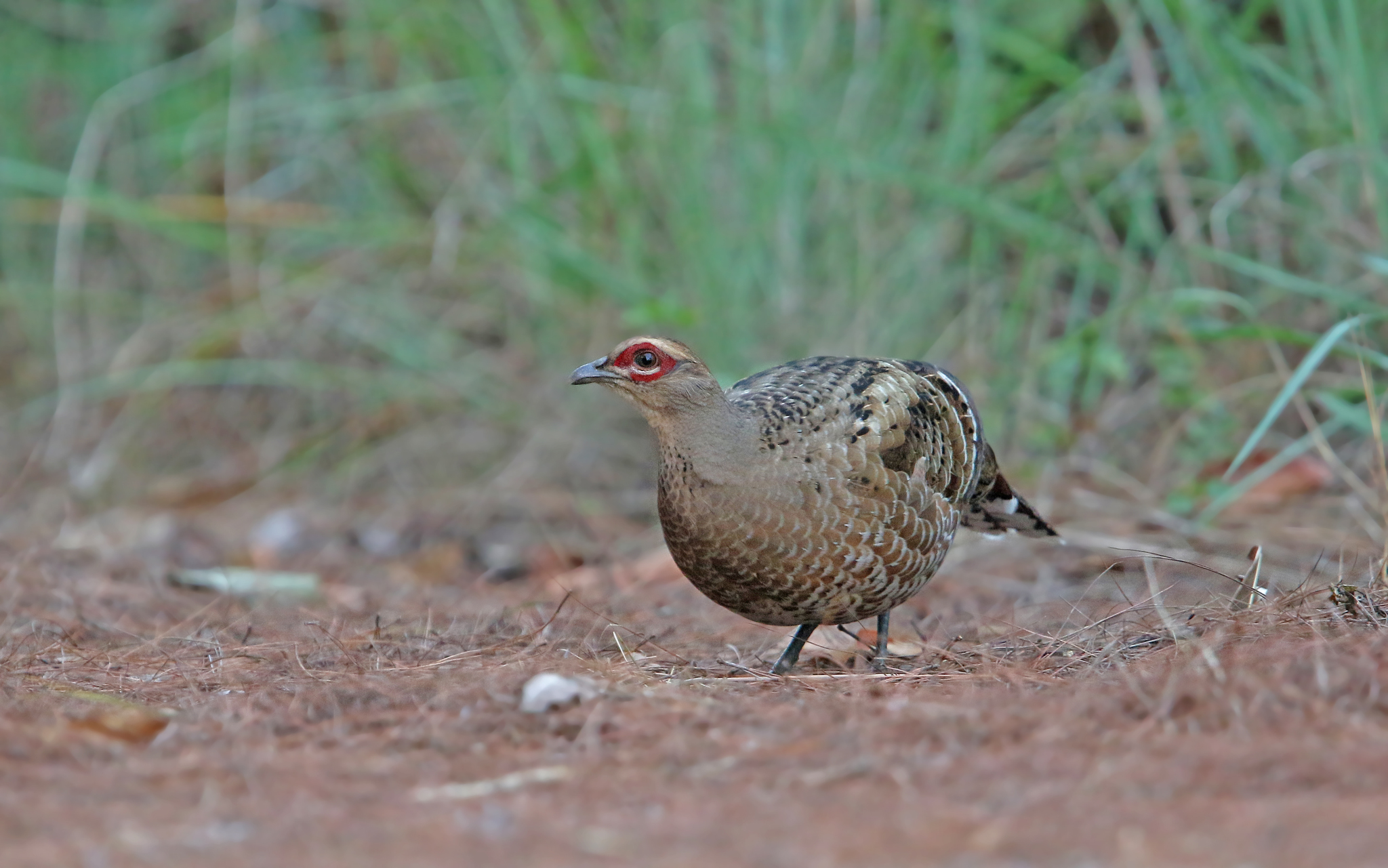
Weiblicher Burmafasan

Der Hahn des Burmafasans erreicht eine Körperlänge von etwa 90 cm, wobei zwischen 40 und 54 cm auf den Schwanz entfallen. Die Flügellänge liegt zwischen 206 und 225 mm, das Körpergewicht bei etwa 1 kg. Die Henne ist etwa 60 cm lang, der Schwanz macht davon 20 cm aus. Die Flügellänge beträgt zwischen 198 und 210 mm, das Gewicht etwa 650 g.
Beim Hahn der Nominatform geht das Olivgrau des Scheitels auf dem Nacken und den Kopfseiten in das samtschwarze Gefieder vom übrigen Kopf und dem Hals über, das durch breite, glänzende Säume metallisch dunkelblau wirkt. Die rote Augenpartie ist unbefiedert und mit vergrößerbaren Lappen versehen. Über derselben befindet sich ein schmal weiß befiederter Streifen. Die Iris ist orangebraun, der Schnabel grünlich hornfarben. Das Körpergefieder ist überwiegend lebhaft kastanienbraun bis glänzend kupferrot, die Federn der Brust tragen einen dunkelblauen, subterminalen Fleck. An der Bauchmitte wirkt das Gefieder etwas fleckig. Von den Schultern verlaufen weiße Bänder v-förmig über den Rücken. Unterer Rücken und Bürzel sind metallisch dunkelblau, die weißen Säume bilden ein Schuppenmuster. Die hellgrauen Oberschwanzdecken tragen mittig eine undeutliche, dunkle Querbinde. Das mittlere Paar Steuerfedern ist hellgrau und trägt in breiten Abständen schmale kastanienbraune Querbänder, die zum Bürzel hin schmal schwarz begrenzt sind, zum Schwanzende hin jeweils in die Grundfarbe übergehen. Auf den nach außen folgenden Steuerfedern findet sich zudem eine kastanienbraune Subterminalbinde, auf den äußeren ein weißer Endsaum. Das Schultergefieder ist kastanienrot, die mittleren Armdecken schwarz mit metallisch blauem Glanz. Die großen Armdecken und die Armschwingen sind kastanienfarben und tragen einen zur Spitze hin schwarz abgesetzten weißen Saum. Beim zusammengelegten Flügel entstehen dadurch zwei schmal weiße, parallele Binden. Die braunen Handschwingen tragen kastanienbraune Säume. Die Beine und Füße sind matt hellbraun.
Die Henne ähnelt stark der des Elliotfasans, ist aber insgesamt blasser und zeigt eine braune Kehle. Der gelbbraune Vorderhals und die obere Brust können schwarz gefleckt sein. Die Federsäume der Unterseite sind eher gelblich beige als weiß.

## Stimme
Der Revierruf des Hahns ist eine krähende Rufreihe, die etwa wie tschärapär tschärapär tschär tschär tschäria tschäria klingt. Als Kontaktrufe dienen ein lautes tschuk und ein gedämpftes buk. Letzteres wird auch laut als Warnruf abgegeben. Bei der Balz geben Hähne zischende Laute von sich. Zudem werden verschiedene gackernde und gluckende Laute beschrieben.

## Verbreitung und Bestand

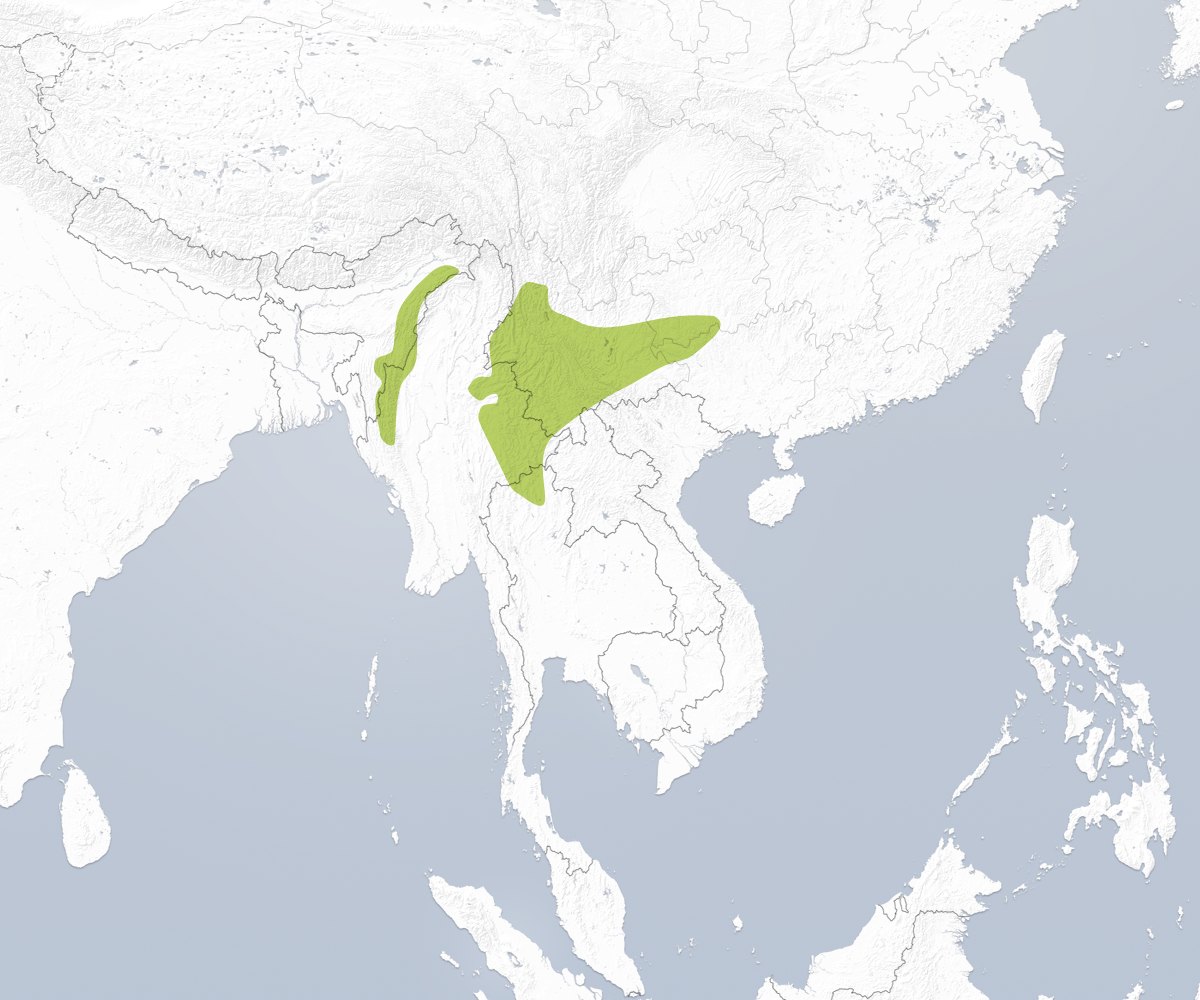
Verbreitung des Burmafasans

Der Burmafasan kommt im äußersten Osten Indiens, in Teilen Myanmars, West-Chinas und im äußersten Norden Thailands vor. Es gibt zwei disjunkte Teilareale, die jeweils auf eine Unterart entfallen. Das eine reicht in Nordostindien von den Bundesstaaten Manipur, Mizoram und Nagaland bis in den Chin-Staat im westlichen Myanmar. Das zweite erstreckt sich in Südwest-China über Teile Yunnans und Guangxis in den Nordosten Myanmars und nach Thailand hinein.
Der Bestand in Indien wird auf etwa 4000, der in Myanmar auf etwa 6000 Vögel geschätzt. Für China gibt es keine Angaben und in Thailand werden zwischen 200 und 500 Vögel dieser Art vermutet. Der Gesamtbestand wird auf unter 20.000 Vögel geschätzt. In Indien scheint die Art eher selten zu sein, bei einer Erfassung wurden aber 2002 zahlreiche bislang unbekannte Vorkommen entdeckt, andere konnten hingegen nicht wieder bestätigt werden. In Myanmar gibt es keine Anzeichen für Bestandsrückgänge, hier könnte die Art ihre Verbreitung geringfügig ausgedehnt haben. In China sind die Bestände nur in Reservaten stabil und sonst vermutlich stark rückläufig. In Thailand sind leichte Rückgänge zu verzeichnen. Die IUCN setzt die Art auf die Vorwarnliste als „potenziell gefährdet“ (near threatened).

## Geografische Variation
Es werden zwei Unterarten beschrieben, deren Hennen nicht zu unterscheiden sind. Beim Hahn von S. h. burmanicus sind die blauen Partien der Oberseite kräftiger und rötlicher, an Kopf und Hals aber deutlicher gegen den Rücken abgesetzt und weniger ausgedehnt als bei der Nominatform. Auf unterem Rücken und Bürzel sind die Federn eher schwarz, die weißen Säume breiter. Einen Größenunterschied zwischen den Unterarten gibt es nicht.
- S. h. humiae (Hume, 1881) – nordöstliches Indien und westliches Myanmar
- S. h. burmanicus (Oates, 1898) – westliches China, nordöstliches Myanmar und äußerster Norden Thailands

## Lebensweise
Im Unterschied zu den anderen Arten der Gattung ist der Burmafasan kein ausgesprochener Hochwaldbewohner. Er kommt in gebirgigen Regionen zwischen 1200 und 1300 m vor, wo er trockene, subtropische Wälder in Hanglagen besiedelt, die von offenem, felsigem Gelände, Busch- und Grasland aufgelockert sind. Er bevorzugt mosaikartige Strukturen und Sukzessionsstadien mit angrenzenden, dichten Gehölzen. In den natürlichen Habitaten könnten Waldbrände eine wichtige Rolle spielen. Die Nahrung besteht unter anderem aus Eicheln und Termiten.
Im Verhalten ist die Art dem Fasan ähnlich. Im Winter bilden sich Gesellschaften, die sich im März und April auflösen. Der Revieranspruch des Hahns wird durch einen hörbaren Flügelwirbel verkündet und die Balz wird durch ein Futterlocken des Hahns eingeleitet. Neben der einfachen Seitenbalz wird eine Frontalbalz beschrieben, bei der der Hahn die Flügel schildartig spreizt und den Schwanz aufstellt.
Gelege wurden zwischen März und Mai gefunden. Sie bestehen aus 6–10 breitovalen, cremefarben bis rötlichweißen Eiern von 48 × 35 mm Größe, die 27 Tage lang bebrütet werden.